# Kolla auriculata
Kolla auriculata är en insektsart som beskrevs av William Lucas Distant 1920. Kolla auriculata ingår i släktet Kolla och familjen dvärgstritar. Inga underarter finns listade i Catalogue of Life.